# Richard Pellejero
Richard Javier Pellejero Ferreira (Montevideo, 30 maggio 1976) è un ex calciatore uruguaiano, di ruolo centrocampista.